# Aysén del General Carlos Ibáñez del Campo
Región de Aysén är en region i Chile, med nummer 11. Regionen, som ligger i Patagonien, består av 4 provinser och 10 kommuner med Coyhaique som huvudstad. Samhällena i regionen kan nås via riksvägen Carretera Austral.

## Provinser
- Coyhaique
- Aysén
- General Carrera
- Capitán Prat

### Kommuner
- Coyhaique
- Lago Verde
- Aysén
- Cisnes
- Guaitecas
- Cochrane
- O Higgins
- Tortel
- Chile Chico
- Rio Ibañez

### Större städer
- Coyhaique
- Puerto Aysén